# Ullern
Ullern je 6. městská část norského hlavního města Osla. Leží na západním okraji města, na severu hraničí s obvodem Vestre Aker, na východě a jihu s obvodem Frogner a na západě jej řeka Lysakerelva odděluje od obce Bærum.  Obvod vznikl při administrativní reformě v roce 2004, ale na rozdíl od většiny ostatních jeho jméno i hranice odpovídají obvodu předchozímu.
Obvod je tvořen převážně rodinnými domy, hustší obytná zástavba se nachází ve čtvrti Skøyen. Taktéž ve Skøyen, ale také ve čtvrti Lilleaker a na pobřeží se nachází také mnoho komerčních budov a provozovatelů služeb, včetně centrál průmyslových podniků, poskytovatelů finančních služeb a univerzitní nemocnice Radium. Název obvodu lze přeložit jako „Ullova louka“ a ve středověku místní pozemky náležely klášterům Nonneseter a Hovedøya. V 19. se podél Lysakerelvy a ve Skøyen rozvíjel průmysl, na počátku 20. století rozvoj obvodu souvisel také s rozšiřováním železniční sítě.
Obvod se skládá z následujících čtvrtí:
- Ullernåsen
- Montebello-Hoff
- Skøyen
- Ullern
- Lilleaker

## Galerie

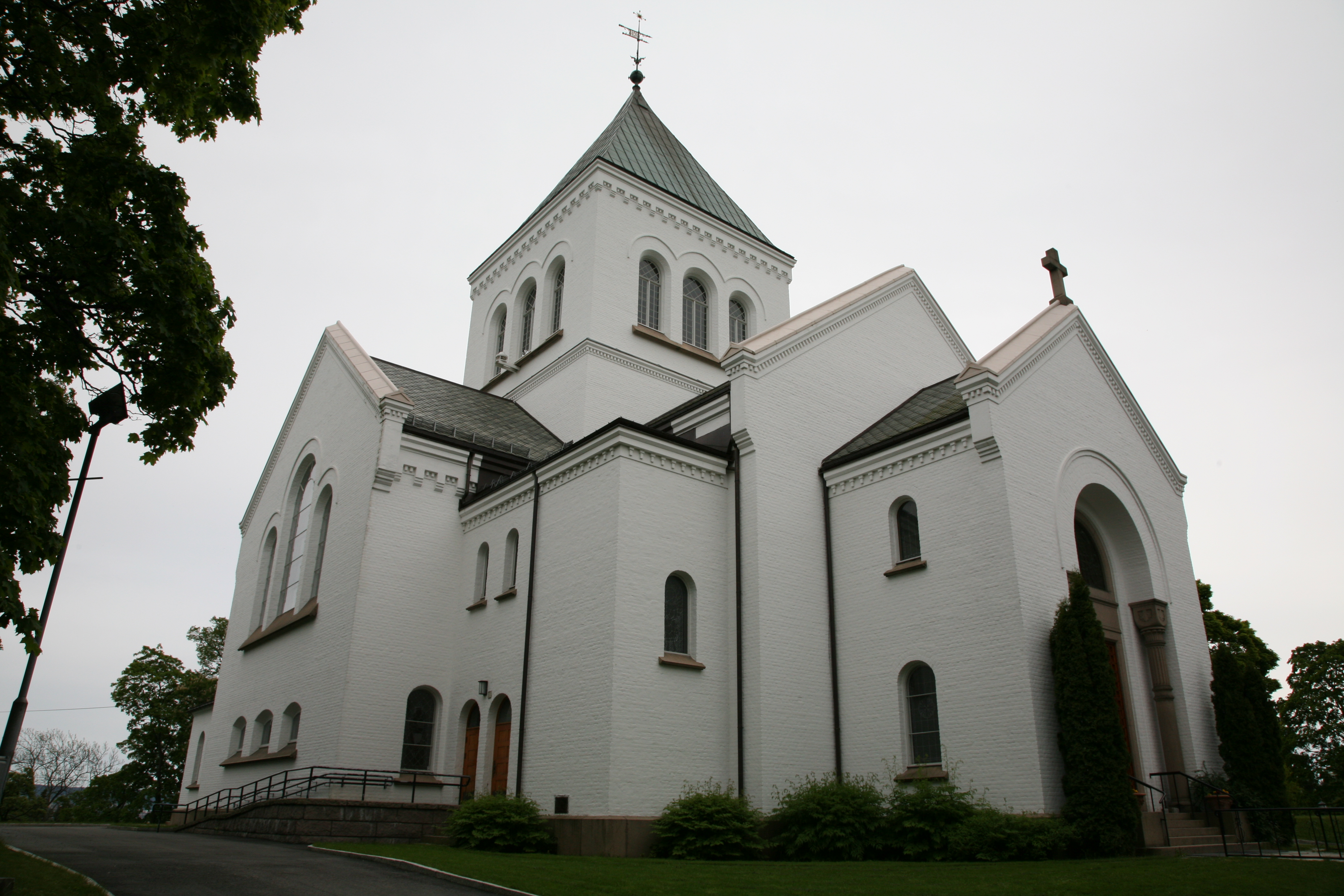
Ullern Kirke
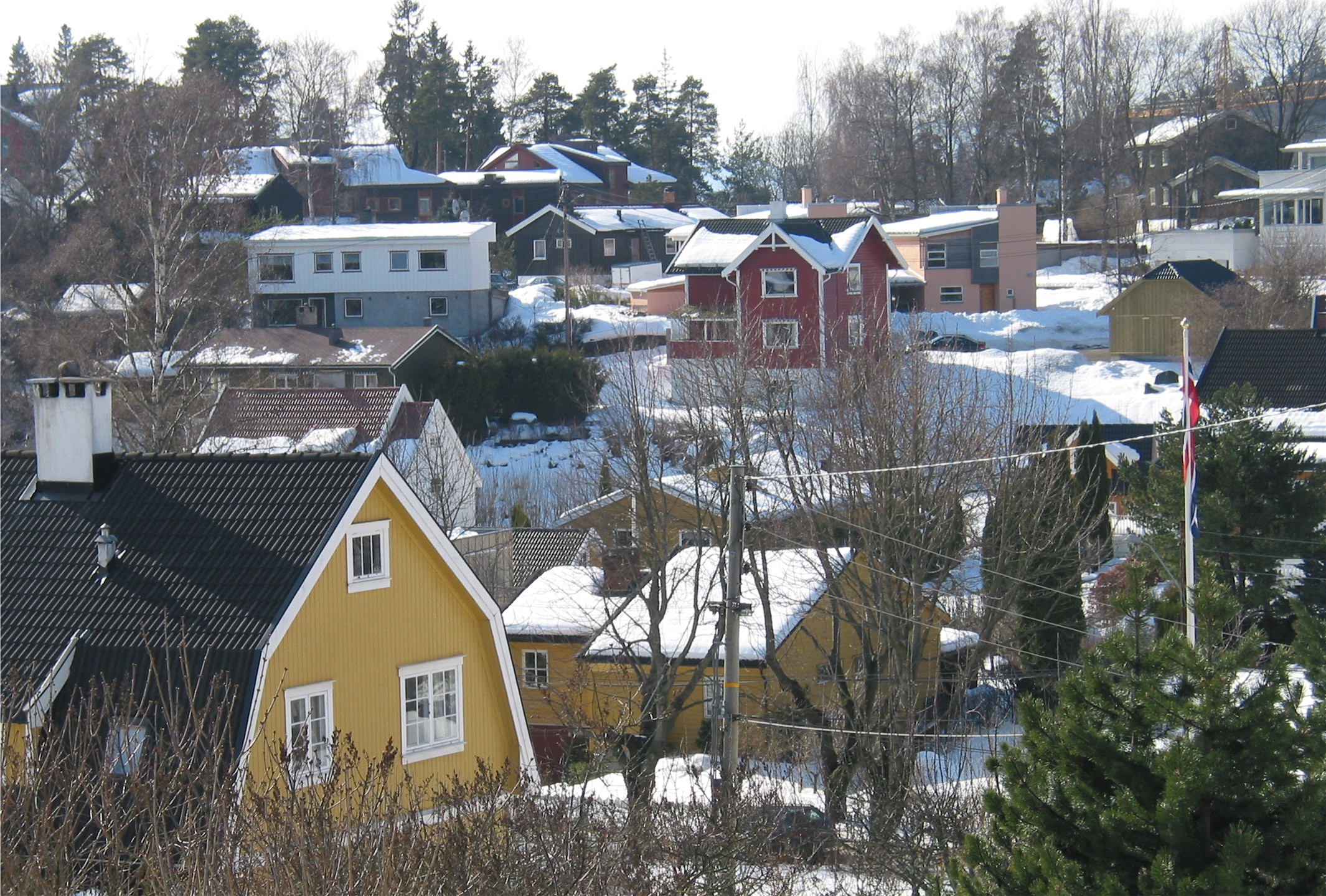
Domy v Sollerudu
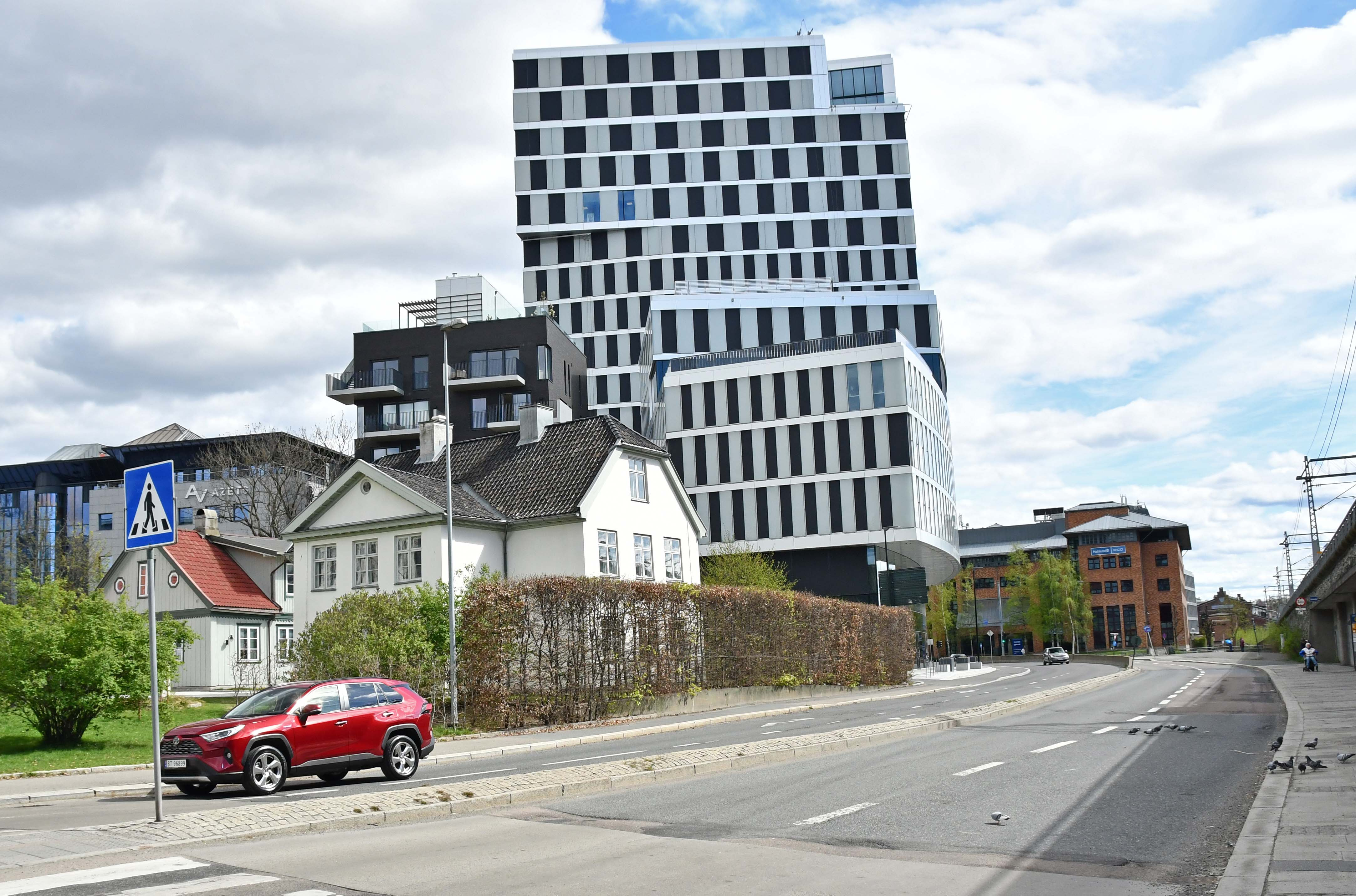
Sídlo společnosti Orkla v Drammensveien 149, v popředí dům Sofienlund
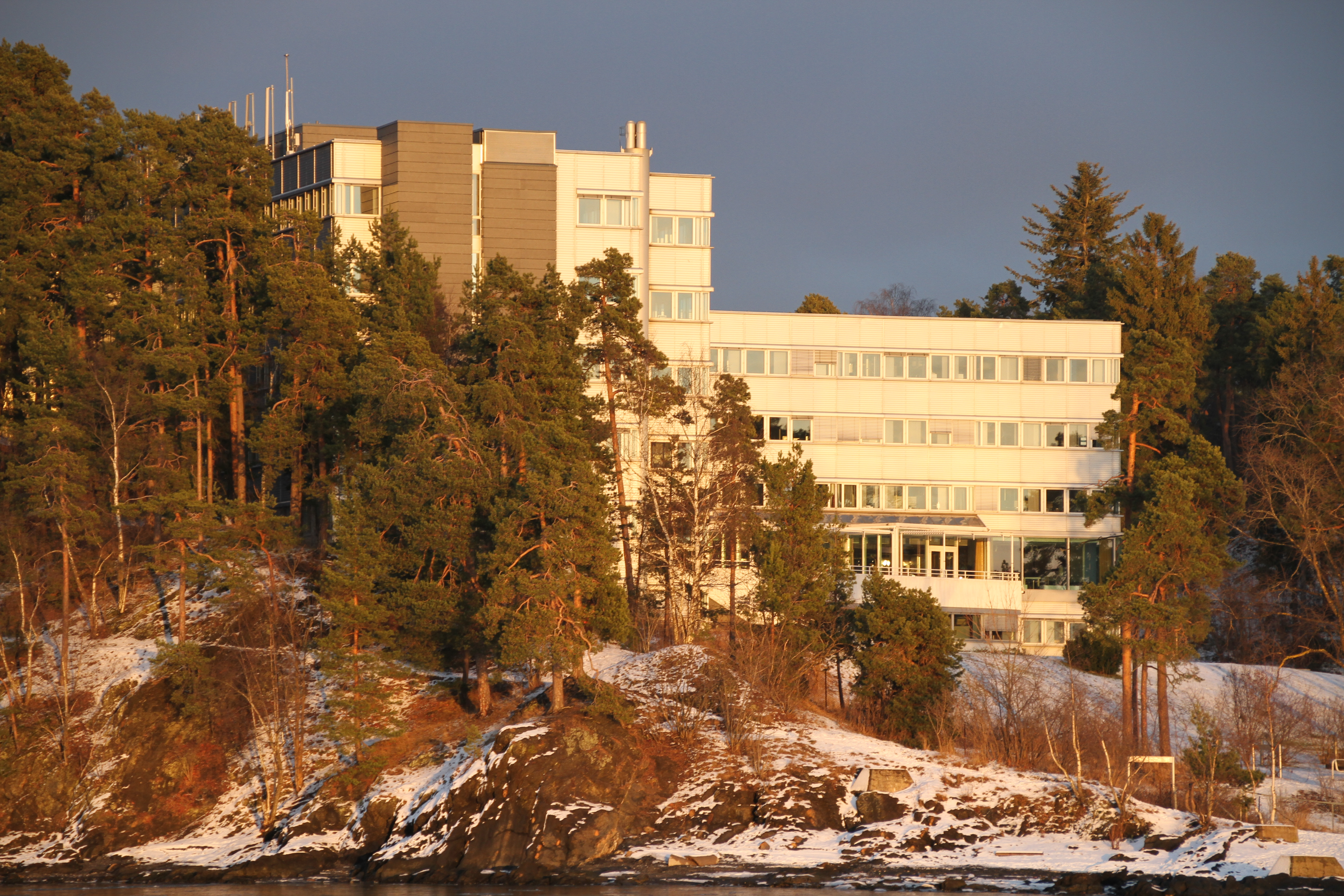
Kanceláře Equinoru ve Väkerö